# Jairo Moreno
Jairo Moreno (ur. 15 listopada 2001) – salwadorski judoka. Olimpijczyk z Paryża, gdzie zajął siedemnaste miejsce w wadze ekstralekkiej.
Uczestnik mistrzostw świata w 2024. Startował w Pucharze Świata w latach 2022-2024. Siódmy na igrzyskach panamerykańskich w 2023, a także na mistrzostwach panamerykańskich w 2024.

## Letnie Igrzyska Olimpijskie 2024
| Konkurencja | Eliminacje                | Klas. końcowa |
| Konkurencja | Przeciwnik I              | Miejsce       |
| ----------- | ------------------------- | ------------- |
| 60 kg       | Jorre Verstraeten (BEL) P | 17.           |